# Fiori (Giaime)
Fiori è un singolo del rapper italiano Giaime, pubblicato il 18 luglio 2019. Il singolo ha visto la partecipazione del rapper italiano Lazza.

## Tracce
Testi e musiche di Giaime Mula, Jacopo Lazzarini, Andrea Moroni.
1. Fiori (feat. Lazza) – 2:48

## Classifiche
| Classifica (2019) | Posizione massima |
| ----------------- | ----------------- |
| Italia            | 51                |